# Mario Majoni
Mario Maioni (ur. 27 maja 1910 w Quatro al Mare, obecnie w Genui, zm. 16 sierpnia 1985 w Genui) – włoski piłkarz wodny. Złoty medalista olimpijski Londynu.
Zawody w 1948 były jego jedynymi igrzyskami olimpijskimi, wspólnie z kolegami został mistrzem olimpijskim. Był mistrzem Europy w 1947.
Później przez wiele lat prowadził reprezentację Włoch w piłce wodnej. W 1972 został przyjęty do International Swimming Hall of Fame.